# Gordie Howe Trophy
Il Gordie Howe Trophy è stato un trofeo annuale assegnato al miglior giocatore al termine della stagione regolare della World Hockey Association. Fino alla stagione 1974-1975 era intitolato Gary L. Davidson Award, in onore del cofondatore della WHA Gary L. Davidson.

## Vincitori
| Gary L. Davidson Award | Gary L. Davidson Award | Gary L. Davidson Award |
| Stagione               | Giocatore              | Squadra                |
| ---------------------- | ---------------------- | ---------------------- |
| 1972-73                | Bobby Hull             | Winnipeg Jets          |
| 1973-74                | Gordie Howe            | Houston Aeros          |
| 1974-75                | Bobby Hull             | Winnipeg Jets          |
| Gordie Howe Trophy     |                        |                        |
| Stagione               | Giocatore              | Squadra                |
| 1975-76                | Marc Tardif            | Quebec Nordiques       |
| 1976-77                | Robbie Ftorek          | Phoenix Roadrunners    |
| 1977-78                | Marc Tardif            | Quebec Nordiques       |
| 1978-79                | Dave Dryden            | Edmonton Oilers        |